# Limnophila macrocera
Limnophila macrocera là một loài ruồi trong họ Limoniidae. Chúng phân bố ở miền Tân bắc.